# Giuseppe Rossi
Giuseppe Rossi (født 1. februar 1987 in Teaneck, New Jersey, USA) er en italiensk fodboldspiller. Han spiller i øjeblikket for det italienske Serie A-hold Genoa som angriber. Rossi er Italiener-Amerikaner som er født og opvokset i Clifton, New Jersey, USA. Hans forældre er italienske immigranter i USA: hans far, Ferdinando Rossi, er tidligere fodboldtræner på Clifton High School og hans mor, Cleonilde Rossi, er i øjeblikket italiensklærer på Clifton High School.

## Klubkarriere

### Tidlig karriere
Da Rossi blev spottet af Parmas ungdomshold, flyttede Rossi og hans far til Italien indtil Manchester United købte hans kontrakt, da han var 17 år. I United nød han sit ophold på ungdoms- og reserveholdet, men han havde begrænsede muligheder på førsteholdet, selvom han ofte imponerede, når han fik spilletid i cup-kampe. Han gjorde en god indats i en Manchester United-3-1-sejr over Sunderland på Stadium of Light.
I starten af 2006/07-sæsonen tog Rossi til Newcastle United på et lån indtil 1. januar 2007, hvor han håbede på at få noget førsteholdsspil. Han fik sin hjemmedebut den 24. september 2006, og han imponerede alle, og han viste sine hurtighed i fødderne med adskillige skud på mål. Rossi scorede sit eneste Newcastle-mål, da han første gang var med i startopstillingen den 25. oktober 2006 mod Portsmouth i en Carling Cup-kamp på St James' Park.
I den anden halvdel af sæsonen, blev han igen lånt ud, denne gang var det til sin tidligere klub Parma i en langt mere vellykket periode. Han scorede ni mål i 19 ligakampe, han hjalp dermed klubben med at slippe væk fra nedrykning og viste mange af sine kvaliteter. På grund af dette og hans ønske om at spille regelmæssigt, blev Rossi forbundet med en masse klubber rundt om i Europa.
Den 15. Juni 2009 scorede Giuseppe Rossi 2 mål imod hans fødeland USA.